# 布魯克菲爾德 (伊利諾伊州)
布魯克菲爾德（英語：Brookfield）是一個位於美國伊利諾伊州庫克縣的村庄。布魯克菲爾德動物園位于此地。

## 地理
布魯克菲爾德的座標為41°49′22″N 87°50′51″W / 41.82278°N 87.84750°W，而該地的平均海拔高度為189米（即620英尺）。

## 人口
根據2010年美國人口普查的數據，布魯克菲爾德的面積為7.95平方千米，當中陸地面積為7.93平方千米，而水域面積為0.02平方千米。當地共有人口18978人，而人口密度為每平方千米2,387.17人。